# 小林美恵
小林美恵（こばやし みえ、1967年3月12日 - ）は、愛知県生まれのヴァイオリニストである。昭和音楽大学客員教授

## 経歴

### 学生時代まで
4歳からヴァイオリンを始めた。1982年、東京芸術大学音楽学部附属音楽高等学校に入学し、1983年、第52回日本音楽コンクールで第2位、1984年、第29回海外派遣コンクールで河合賞を受賞した。1985年、同高校を卒業し、東京芸術大学に進んだ。1986年と1987年に奨学金を得てアスペン音楽祭に参加、1988年、第4回ルートヴィヒ・シュポア国際ヴァイオリン・コンクールで第2位を受賞した。1990年、大学を卒業し、ロン＝ティボー国際コンクールのヴァイオリン部門で日本人として初の第1位を受賞した。これまでに大内実名子、高杉忠一、小林武史、海野義雄、堀正文、原田幸一郎に師事した。

### 演奏活動
ロン＝ティボーで優勝した後、本格的な演奏活動に入り、ソリスト、室内楽、リサイタル、レコーディングなど盛んな活動を行っている。2003年から昭和音楽大学で後進の指導に当たっている。
- アンサンブルofトウキョウソロ・ヴァイオリン奏者
- 2004年 小林研一郎　題名のないコンサート共演（アートスペースエリコーナ）[2]
- 2006年 小林美恵　ヴァイオリンリサイタル（アートスペースエリコーナ）
- 2007年	木津川やまなみ国際音楽祭参加
- 2012年4月より昭和音楽大学音楽学部 客員教授

## レコーディング
- フランス・ヴァイオリン・ソナタ集（1996年8月、日本コロムビア、ピアノ：クリスチャン・イヴァルディ）

ルクー：ヴァイオリン・ソナタ
ドビュッシー：ヴァイオリン・ソナタ
プーランク：ヴァイオリン・ソナタ
- 美しい夕暮れ（1996年9月、日本コロムビア、ピアノ：上田晴子）

小品集
- ファンタジー／シューベルト：ヴァイオリンとピアノのための作品集（1997年12月、日本コロムビア、ピアノ：清水和音）

幻想曲ハ長調
ヴァイオリンとピアノのためのソナチネ第2番イ短調
ヴァイオリンとピアノのための二重奏曲イ長調
- J.S.バッハ・無伴奏ヴァイオリン・リサイタル（2001年5月、日本コロムビア）
- 愛の喜び／プレイズ・クライスラー（2001年11月、日本コロムビア、ピアノ：江口玲）
- ロンドンデリーの歌／プレイズ・クライスラー2（2002年5月、日本コロムビア、 ピアノ：江口玲）
- カルメン・ファンタジー（2005年7月、エクストン、ギター：尾尻雅弘）
- ラヴェル＆ショーソン・ピアノ三重奏曲集（2005年11月、onyx、チェロ：長谷川陽子、ピアノ：パスカル・ロジェ）

他多数

### 使用ヴァイオリン
- ストラディヴァリウス「ナドー=クーレンカンプ」（1734年製。所有は昭和音楽大学）270年にもわたり、パリ音楽院の名教師ナドーや名ヴァイオリニストのゲオルク・クーレンカンプが使用・この楽器は1ミリほど大きい[3]